# Chugach-bjergene
Chugach-bjergene i det sydlige Alaska er den nordligste udløber af det system af bjergkæder, der kaldes Kystbjergene, og som følger vestsiden af Nordamerika. Bjergkæden er ca. 500 km. lang og forløber stort set øst-vest. Den højeste top er Mount Marcus Baker, der når 4.016 m, men i øvrigt er toppene ikke særligt høje. Alligevel sikrer bjergenes placering umiddelbart op ad havet, at de modtager mere sne end noget andet sted på kloden med et gennemsnit på over 1,50 m pr. år.
Bjergene er et beskyttet område i Chugach Statspark og Chugach National Forest. Da de ligger tæt på Anchorage, er de et populært mål for udendørsaktiviteter.
Richardson Highway, Seward Highway og Glenn Highway passerer Chugach-bjergene. Tunnellen fra Portage ved Cook Inlet til Whittier ved Passage Canal giver også jernbane- og biltrafikken adgang til Prince William-sundet.
Navnet "Chugach" er afledt af det eskimoiske stammenavn Chugachmiut, som de russiske nybyggere nedskrev med stavemåderne "Chugatz" og "Tchougatskoi", men i 1898 nedskrev den amerikanske officer W. R. Abercrombie navnet som "Chugatch" og brugte det om bjergene.

## Bjergtoppe
- Mount Marcus Baker 4.016 m
- Mount Thor 3.734 m
- Mount Steller 3.236 m
- Mount Michelson 2.652 m
- Mount Palmer 2.115 m
- Eagle Peak 2.120 m
- Polar Bear Peak 2.016 m
- Flattop Mountain 1.070 m

## Fodnoter
1. ↑  U.S. Geological Survey Geographic Names Information System: Chugach-bjergene